# Fluorure de cuivre(II)
Ne doit pas être confondu avec Fluorure de cuivre(I).
Le fluorure de cuivre(II), également appelé difluorure de cuivre ou fluorure cuivrique, est un composé chimique de formule CuF2. C'est un solide blanc hygroscopique cristallisant dans une maille de type rutile TiO2.